# Almsee
L'Almsee è un lago situato in Austria nella regione dell'Alta Austria, nella zona del Salzkammergut. Poco a nord del lago si trova la località di Grünau im Almtal.